# Henrik Knudsen (pianist)
 For alternative betydninger, se Henrik Knudsen. (Se også artikler, som begynder med Henrik Knudsen)
Henrik Knudsen (født 14. december 1873 i Haderslev, død 16. december 1946 i København) var en dansk pianist.
Knudsen var elev af Victor Bendix og studerede 1903-1904 hos Emil Sauer i Wien.
Han er bedst kendt som assistent for komponisten og dirigenten Carl Nielsen i årene 1899-1917. Han transkriberede flere af Nielsens værker til klaver, herunder symfonien De fire temperamenter. Henrik Knudsen redigerede desuden den danske udgave af Chopins Etuder.
Henrik Knudsen underviste fra 1916 i klaverspil ved Det Kongelige Danske Musikkonservatorium. Blandt eleverne var blandt andet Emilius Bangert og Poul Schierbeck.